# Knjige u 1910.
◄◄ | ◄ | 1907. | 1908. | 1909. | 1910.  | 1911. | 1912. | 1913. | ► | ►►
Arhitektura • Astronomija • Biologija • Film • Fotografija • Glazba • Kazalište • Kemija • Kiparstvo • Knjige • Književnost • Kršćanstvo • Meteorologija • Medicina • Planinarstvo • Politika • Pravo • Promet • Slikarstvo • Strip • Šport • Televizija • Znanost • Zrakoplovstvo • Željeznički promet
Knjige u 1910.

## Svijet
- Handbook of American Indians North of Mexico, Part 2, ed. F. W. Hodge, Washington

## Vanjske poveznice
|  | Zajednički poslužitelj ima još gradiva o temi Knjige iz 1910. |